# Guido Poppe

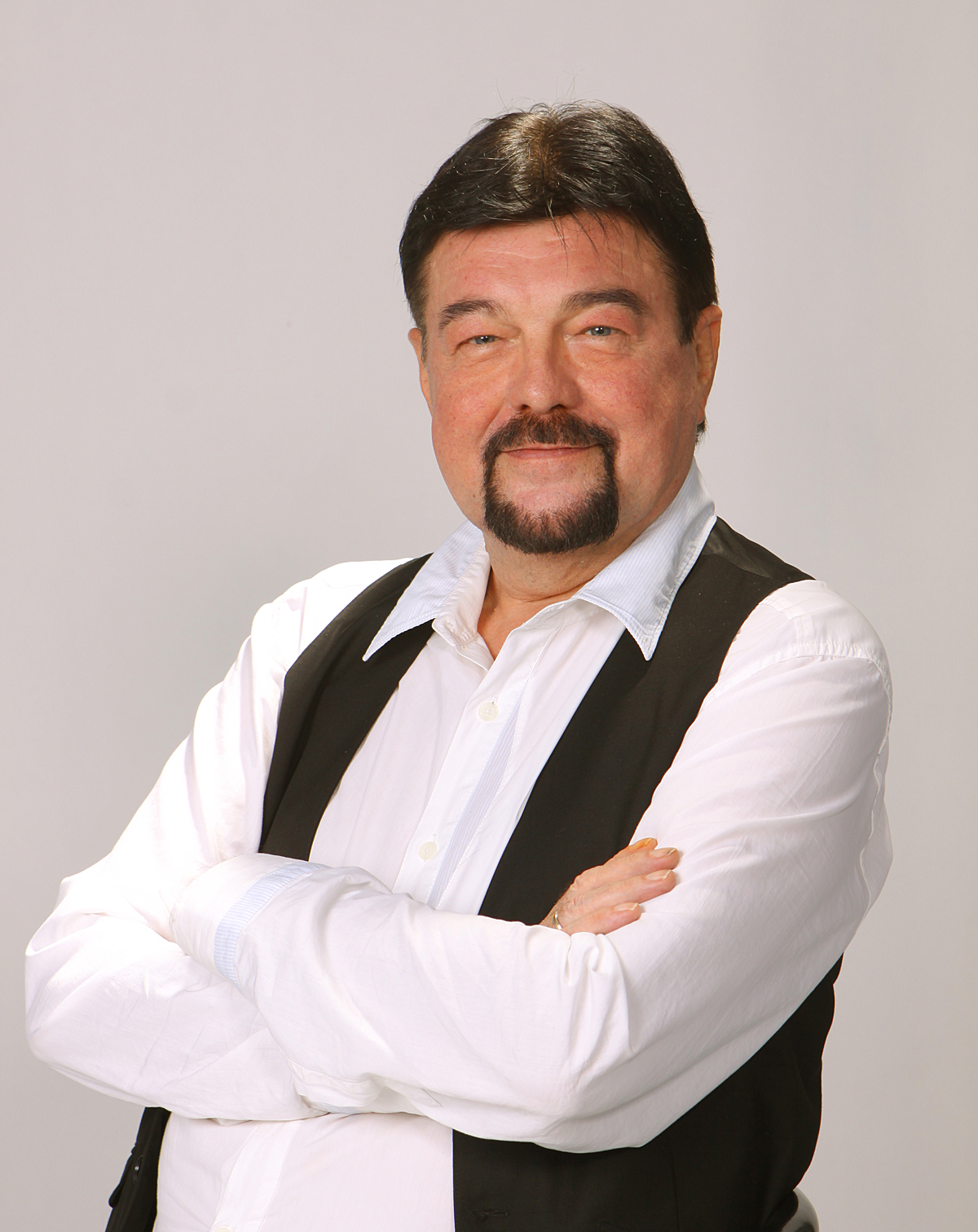
Poppe, 2011

Guido T. Poppe (* 1954) ist ein belgischer Malakologe.

## Leben und Karriere
Poppe lebt auf den Philippinen und erforscht und dokumentiert vor allem die Meeresschnecken und andere Mollusken des Landes. Seine Gehäusesammlung Phillipine collection of Conchology, Inc. umfasst 25.000 Exemplare, davon etwa 2000 von noch unbeschriebenen Arten. Er hat zahlreiche Bücher veröffentlicht und gibt die malakologische Fachzeitschrift Visaya heraus. Obwohl ohne akademische Ausbildung hat er die wissenschaftliche Erstbeschreibung für mehr als 200 Weichtiere verfasst. Über 30 Arten wurden ihm zu Ehren benannt.

## Bibliografie
- Guido Poppe und Yoshihiro Goto: European Seashells Volume 2 (Scaphopoda, Bivalvia, Cephalopoda). 221 Seiten, Verlag Christa Hemmen, Wiesbaden 1993 (2000 unveränderter Nachdruck), ISBN 3-925919-10-4.
- Guido Poppe (Hrsg.): Philippine Marine Mollusks. Volume I, Conchbooks, ISBN 978-3-939767-08-4.
- Guido Poppe (Hrsg.): Philippine Marine Mollusks. Volume II, Conchbooks, ISBN 978-3-939767-17-6.

## Quelle
- Koralle im Gespräch mit Guido Poppe, in KORALLE, Meerwasseraquaristik-Fachmagazin, Nr. 58 August/September 2009, Natur und Tier Verlag Münster, ISSN 1439-779X

## Weblink
- https://poppe-images.com/

| Personendaten    | Personendaten         |
| ---------------- | --------------------- |
| NAME             | Poppe, Guido          |
| ALTERNATIVNAMEN  | Poppe, Guido T.       |
| KURZBESCHREIBUNG | belgischer Malakologe |
| GEBURTSDATUM     | 1954                  |